# Herenäus Haid
Herenäus Haid (* 15. Februar 1784 in Geisenfeld; † 7. Januar 1873 in München) war ein deutscher Theologe, Autor und Übersetzer.

## Leben
Haid nahm 1804 in Landshut ein Theologiestudium bei Johann Michael Sailer auf. Nach seiner Priesterweihe im Jahre 1807 wurde er ein Jahr später promoviert. 1813 übernahm er den Lehrstuhl für Exegese in St. Gallen. Neben seiner Tätigkeit als Prediger wurde Haid mit seinen Publikationen über den heiligen Petrus Canisius bekannt, die neben einer Biographie auch die Veröffentlichung von dessen Schriften umfasste.

## Werke
- Der Rosenkranz nach Meinung der heiligen katholischen Kirche, zum öffentlichen und häuslichen Gebrauche. Ein Gebeth- und Erbauungsbuch besonders zu Nachmittagsandachten der heiligen Zeiten und Festtage des Jahres in drei Theilen. Landshut 1810 und 1811, in 2 Auflagen
- Leben und Regel des heiligen Franziskus von Assis, Übersetzung aus dem Lateinischen, München 1828
- Petrus Canisius: Summa doctrinae christianae. 1833–1834, 4 Bände